# Lilla Gruvsjön
Lilla Gruvsjön är en sjö i Smedjebackens kommun i Dalarna och ingår i Norrströms huvudavrinningsområde.